# Astragalus cymbostegis
Astragalus cymbostegis är en ärtväxtart som beskrevs av Aleksandr Andrejevitj Bunge. Astragalus cymbostegis ingår i släktet vedlar, och familjen ärtväxter. Inga underarter finns listade i Catalogue of Life.